# كلينتونفيل
كلينتونفيل (ويسكونسن) (بالإنجليزية: Clintonville, Wisconsin)‏ هي بلدة و مدينة من الدرجة الرابعة تقع في الولايات المتحدة في مقاطعة واوباكا (ويسكونسن). يقدر عدد سكانها بـ 4,559 نسمة ومساحتها 11.55 كم2 وترتفع عن سطح البحر 248 متر.

## التركيبة السكانية
قام مكتب تعداد الولايات المتحدة بتحديد بيانات التركيبة السكانية لكلينتونفيلفي تعداد الولايات المتحدة. في ما يلي، التركيبة السكانية حسب تعدادي 2000 و2010.

### تعداد عام 2000
بلغ عدد سكان كلينتونفيل 4,736 نسمة بحسب تعداد عام 2000، وبلغ عدد الأسر 2,010 أسرة وعدد العائلات 1,228 عائلة مقيمة في المدينة. في حين سجلت الكثافة السكانية 1,120.7 نسمة لكل ميل مربع (432.7/كم2). وبلغ عدد الوحدات السكنية 2,147 وحدة بمتوسط كثافة قدره 508.1 نسمة لكل ميل مربع (196.2/كم2).
وتوزع التركيب العرقي للمدينة بنسبة 97.00% من البيض و 0.53% من الأمريكيين الأصليين و 0.25% من الأمريكيين ذوي الأصول الآسيوية و 0.00% من سكان جزر المحيط الهادئ و 0.23% من الأمريكيين الأفارقة و 0.99% من عرقين مختلطين أو أكثر.
بلغ عدد الأسر 2,010 أسرة كانت نسبة 28.6% منها لديها أطفال تحت سن الثامنة عشر تعيش معهم، وبلغت نسبة الأزواج القاطنين مع بعضهم البعض 47.4% من أصل المجموع الكلي للأسر، ونسبة 9.8% من الأسر كان لديها معيلات من الإناث دون وجود شريك، وكانت نسبة 38.9% من غير العائلات. تألفت نسبة 34.2% من أصل جميع الأسر من أفراد ونسبة 18.8% كانوا يعيش معهم شخص وحيد يبلغ من العمر 65 عاماً فما فوق. وبلغ متوسط حجم الأسرة المعيشية 2.93، أما متوسط حجم العائلات فبلغ 2.30.
بلغ العمر الوسطي للسكان 39 عاماً. وكانت نسبة 24.5% من القاطنين تحت سن الثامنة عشر، وكانت نسبة 8.1% بين الثامنة عشر والأربعة وعشرون عاماً، ونسبة 26.4% كانت واقعةً في الفئة العمرية ما بين الخامسة والعشرون حتى والأربعة وأربعون عاماً، ونسبة 19.0% كانت ما بين الخامسة والأربعون حتى الرابعة والستون، ونسبة 22.0% كانت ضمن فئة الخامسة والستون عاماً فما فوق. يوجد لكل 100 أنثى 87.4 ذكر، ويوجد لكل 100 أنثى في الثامنة عشر من عمرها فما فوق 83.2 ذكر.
بلغ متوسط دخل الأسرة في المدينة 33,947 دولار، أما متوسط دخل العائلة فبلغ 40,602 دولار. وكان متوسط دخل الذكور 32,260 دولار مقابل 22,192 دولار للإناث. وسجل دخل الفرد الخاص بالمدينة 16,353 دولار.

### تعداد عام 2010
بلغ عدد سكان كلينتونفيل 4,559 نسمة بحسب تعداد عام 2010، وبلغ عدد الأسر 2,002 أسرة وعدد العائلات 1,154 عائلة مقيمة في المدينة. في حين سجلت الكثافة السكانية 1,036.1 نسمة لكل ميل مربع (400.0/كم2). وبلغ عدد الوحدات السكنية 2,227 وحدة بمتوسط كثافة قدره 506.1 لكل ميل مربع (195.4/كم2).
وتوزع التركيب العرقي للمدينة بنسبة 95.6% من البيض و 1.1% من الأمريكيين الأصليين و 0.4% من الأمريكيين ذوي الأصول الآسيوية و 0.3% من الأمريكيين الأفارقة و 1.7% من عرقين مختلطين أو أكثر.
بلغ عدد الأسر 2,002 أسرة كانت نسبة 29.5% منها لديها أطفال تحت سن الثامنة عشر تعيش معهم، وبلغت نسبة الأزواج القاطنين مع بعضهم البعض 41.4% من أصل المجموع الكلي للأسر، ونسبة 10.0% من الأسر كان لديها معيلات من الإناث دون وجود شريك، بينما كانت نسبة 6.2% من الأسر لديها معيلون من الذكور دون وجود شريكة وكانت نسبة 42.4% من غير العائلات. تألفت نسبة 36.9% من أصل جميع الأسر من أفراد ونسبة 17.6% كانوا يعيش معهم شخص وحيد يبلغ من العمر 65 عاماً فما فوق. وبلغ متوسط حجم الأسرة المعيشية 2.92، أما متوسط حجم العائلات فبلغ 2.24.
بلغ العمر الوسطي للسكان 39.3 عاماً. وكانت نسبة 24.4% من القاطنين تحت سن الثامنة عشر، وكانت نسبة 8.1% بين الثامنة عشر والأربعة وعشرون عاماً، ونسبة 24.6% كانت واقعةً في الفئة العمرية ما بين الخامسة والعشرون حتى والأربعة وأربعون عاماً، ونسبة 24% كانت ما بين الخامسة والأربعون حتى الرابعة والستون، ونسبة 18.9% كانت ضمن فئة الخامسة والستون عاماً فما فوق. وتوزع التركيب الجنسي للسكان بنسبة 47.6% ذكور و52.4% إناث.